# Man or Mouse
"Man or Mouse" är en låt av det svenska punkrockbandet Millencolin. Den finns med på deras femte studioalbum Home from Home, men utgavs också som singel den 30 september 2002. Singeln innehåller även låtarna "Bull By the Horns" och "Into the Maze". Skivan utgavs på CD av Burning Heart Records.

## Låtlista
1. "Man or Mouse"
2. "Bull By the Horns"
3. "Into the Maze"